# Scommessa di Pascal

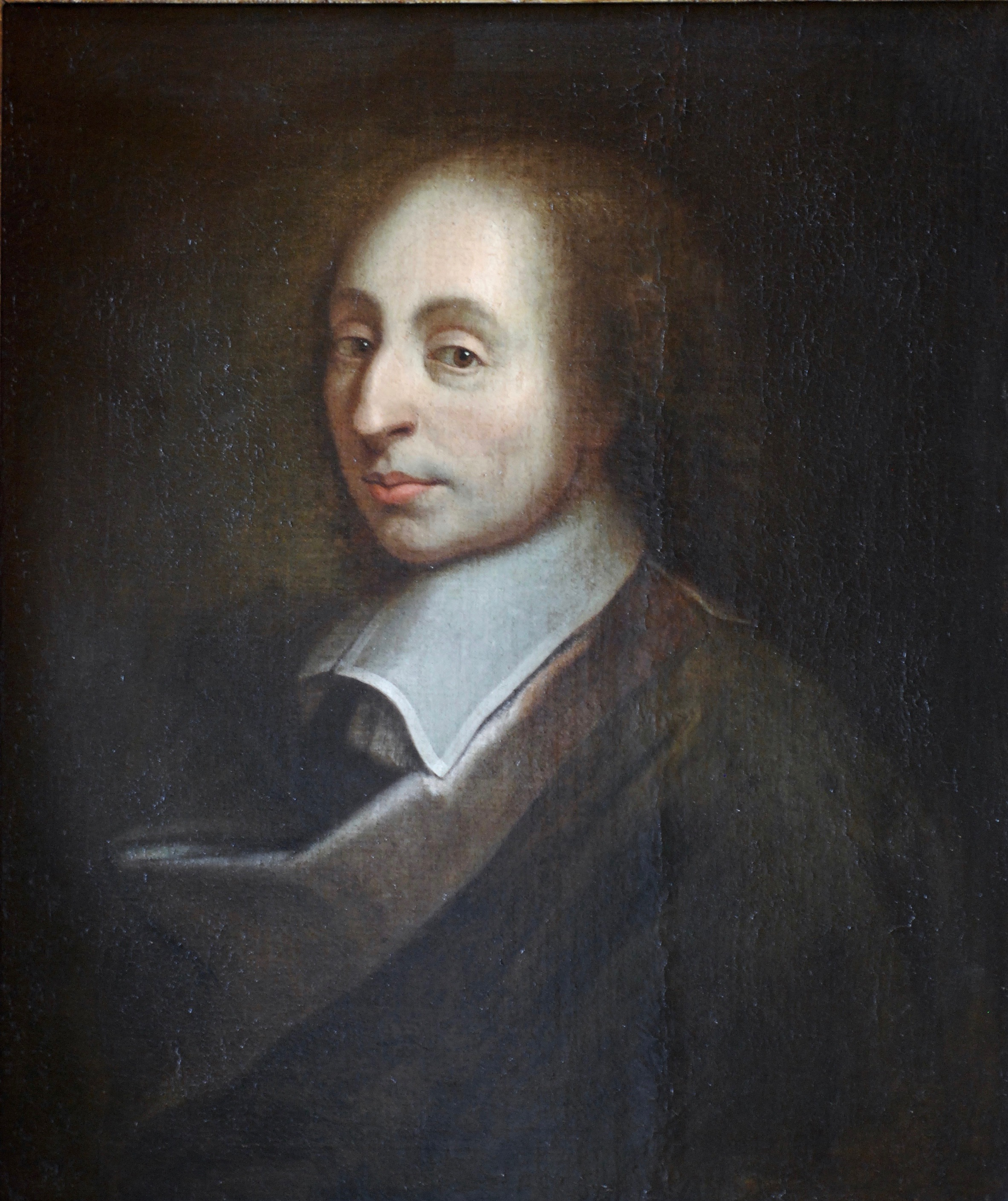
Ritratto di Blaise Pascal, olio su tela, 1690 circa

La scommessa di Pascal è un argomento che tratta dell'esistenza di Dio.
È stato proposto da Blaise Pascal (1623-1662), matematico, fisico, filosofo e teologo francese. Esso riprende tesi di scrittori patristici per convincere i pagani e gli atei a convertirsi al Cristianesimo, riformulato con retorica efficace, ragionamento ipotetico/deduttivo ("se..., allora...") e un approccio probabilistico che esplora quattro possibilità, due favorevoli e due sfavorevoli.
L'argomento è un'apologia del Cristianesimo che sostiene convenga credere in Dio. Pascal lo sviluppa nella sua opera postuma Pensieri (Pensées), paragrafo 233 (ed. Brunschvicg). Egli afferma la superiorità di tale scelta perché è in grado di garantirci la vita eterna, che ha valore infinitamente superiore ai piaceri, materiali ed effimeri, di cui è possibile godere sulla terra. La tesi si trova anche in varie fonti non cristiane come Le Baccanti di Euripide, nei Colloqui con sé stesso di Marco Aurelio, nel testo sanscrito Sārasamuccaya e in varie fonti buddiste e islamiche.

## L'argomento della scommessa
La scommessa è così descritta da Pascal:
“No, ma io li biasimo non già di aver compiuto quella scelta, ma di avere scelto; perché, sebbene chi sceglie croce e chi sceglie testa incorrano nello stesso errore, sono tutte e due in errore: l'unico partito giusto è di non scommettere punto”.
Sí, ma scommettere bisogna: non è una cosa che dipenda dal vostro volere, ci siete impegnato. Che cosa sceglierete, dunque? Poiché scegliere bisogna, esaminiamo quel che v'interessa meno. Avete due cose da perdere, il vero e il bene, e due cose da impegnare nel giuoco: la vostra ragione e la vostra volontà, la vostra conoscenza e la vostra beatitudine; e la vostra natura ha da fuggire due cose: l'errore e l'infelicità. La vostra ragione non patisce maggior offesa da una scelta piuttosto che dall'altra, dacché bisogna necessariamente scegliere. Ecco un punto liquidato. Ma la vostra beatitudine? Pesiamo il guadagno e la perdita, nel caso che scommettiate in favore dell'esistenza di Dio. Valutiamo questi due casi: se vincete, guadagnate tutto; se perdete, non perdete nulla. Scommettete, dunque, senza esitare, che egli esiste.
“Ammirevole! Sí, bisogna scommettere, ma forse rischio troppo”.
Vediamo. Siccome c'è eguale probabilità di vincita e di perdita, se aveste da guadagnare solamente due vite contro una, vi converrebbe già scommettere. Ma, se ce ne fossero da guadagnare tre, dovreste giocare (poiché vi trovate nella necessità di farlo); e, dacché siete obbligato a giocare, sareste imprudente a non rischiare la vostra vita per guadagnarne tre in un giuoco nel quale c'è eguale probabilità di vincere e di perdere. Ma qui c'è un'eternità di vita e di beatitudine. Stando cosí le cose, quand'anche ci fosse un'infinità di casi, di cui uno solo in vostro favore, avreste pure sempre ragione di scommettere uno per avere due; e agireste senza criterio, se, essendo obbligato a giocare, rifiutaste di arrischiare una vita contro tre in un giuoco in cui, su un'infinità di probabilità, ce ne fosse per voi una sola, quando ci fosse da guadagnare un'infinità di vita infinitamente beata. Ma qui c'è effettivamente un'infinità di vita infinitamente beata da guadagnare, una probabilità di vincita contro un numero finito di probabilità di perdita, e quel che rischiate è qualcosa di finito. Questo tronca ogni incertezza: dovunque ci sia l'infinito, e non ci sia un'infinità di probabilità di perdere contro quella di vincere, non c'è da esitare: bisogna dar tutto. E cosí, quando si è obbligati a giocare, bisogna rinunziare alla ragione per salvare la propria vita piuttosto che rischiarla per il guadagno infinito, che è altrettanto pronto a venire quanto la perdita del nulla.»
(Blaise Pascal, Pensieri, a cura di P. Serini, Einaudi, Torino 19671 19973, pp. 65-66. (164 Serini) (233 Brunschvicg) (397 Le Guern) (418 Thirouin) (433 Sellier) (451 Chevalier).)
Pascal inizia affermando che l'esistenza o l'inesistenza di Dio non possono essere provate dalla sola ragione umana. Tale posizione differisce sia da quella di dottori della Chiesa come Anselmo d'Aosta e Tommaso d'Aquino, sia dall'attuale dottrina della Chiesa cattolica, stabilita dal Concilio vaticano I.
Assumendo che la ragione non possa determinare l'esistenza o l'inesistenza di Dio, secondo Pascal è necessario "scommettere", considerando la scelta più conveniente tra le due alternative equiprobabili. L'assunto pascaliano è che, esistendo, l'uomo è costretto a scegliere tra il vivere come se Dio ci fosse e il vivere come se Dio non ci fosse; nessuno può rifiutarsi di prendere posizione, poiché il non voler scegliere è già una scelta negativa.
Per Pascal la decisione saggia è scommettere sull'esistenza di Dio, in quanto «se vincete, guadagnate tutto; se perdete, non perdete nulla». Mentre in caso di perdita si perderanno soltanto dei beni "finiti" (che sono, per Pascal, i piaceri mondani), vincendo si guadagnerà quel bene infinito costituito dalla beatitudine eterna. La scommessa a favore appare già ragionevole nel momento in cui si tratti di una vincita finita di poco superiore alla posta. Essa diventa infinitamente conveniente quando, secondo l'argomentazione di Pascal, la vincita è infinita, quindi infinitamente superiore alla posta. In sintesi, in un gioco dove è necessario scommettere e in cui vi sono uguali probabilità di vincere o di perdere, rischiare il finito per guadagnare l'infinito ha una indiscutibile convenienza.

## Calcolo dell'utilità attesa
Applicando la teoria dell'utilità attesa, si arriva a schematizzare la scommessa di Pascal nel modo seguente:
|                | Dio esiste [con probabilità p]                      | Dio non esiste [con probabilità (1-p)]                      |
| -------------- | --------------------------------------------------- | ----------------------------------------------------------- |
| Ho creduto     | Salvezza eterna [valore {\displaystyle v_{1}>0} ]   | Vita mortale da cristiano [valore {\displaystyle v_{2}<0} ] |
| Non ho creduto | Dannazione eterna [valore {\displaystyle v_{3}<0} ] | Vita mortale da laico [valore {\displaystyle v_{4}>0} ]     |

Valore d'utilità attesa {\displaystyle E} se ho creduto:
{\displaystyle E_{1,2}=p\,v_{1}+(1-p)\,v_{2}}
Valore d'utilità attesa {\displaystyle E} se non ho creduto:
{\displaystyle E_{3,4}=p\,v_{3}+(1-p)\,v_{4}}
A seconda di quale probabilità {\displaystyle p} si assegna all'esistenza di un Dio come quello descritto da Pascal, e dei valori che si attribuiscono alla salvezza eterna, a una vita mortale da cristiano ecc., si possono calcolare i valori di utilità attesa per le due scelte.
Ad esempio, se si assume come fa Pascal che l'esistenza o inesistenza di Dio siano equiprobabili {\displaystyle (p=0.5)} e che la vita eterna abbia valore infinito {\displaystyle (\infty )}, mentre quella terrena valore positivo finito {\displaystyle (\delta )}:
(Blaise Pascal, Pensieri, (164 Serini) (233 Brunschvicg) (397 Le Guern) (418 Thirouin) (433 Sellier) (451 Chevalier).)
si ottiene
|                | Dio esiste [p = 0.5]                                | Dio non esiste [(1-p) = 0.5]                                |
| -------------- | --------------------------------------------------- | ----------------------------------------------------------- |
| Ho creduto     | Salvezza eterna [{\displaystyle v_{1}=+\infty } ]   | Vita mortale da cristiano [{\displaystyle v_{2}=-\delta } ] |
| Non ho creduto | Dannazione eterna [{\displaystyle v_{3}=-\infty } ] | Vita mortale da laico [{\displaystyle v_{4}=+\delta } ]     |

Valore d'utilità attesa {\displaystyle E} se ho creduto:
{\displaystyle E_{1,2}=0.5\,(+\infty )+0.5\,(-\delta )=+\infty }
Valore d'utilità attesa {\displaystyle E} se non ho creduto:
{\displaystyle E_{3,4}=0.5\,(-\infty )+0.5\,(+\delta )=-\infty }
Utilizzando i valori di {\displaystyle p} e {\displaystyle v_{1,2,3,4}} proposti da Pascal, si arriva alla sua conclusione: che valga certamente la pena di scommettere sull'esistenza di Dio.
I termini della scommessa sono stati così riassunti da filosofi Nicola Abbagnano e Giovanni Fornero:
- Dio esiste e io ho creduto: {\displaystyle +1} (ho guadagnato la vita eterna);
- Dio non esiste e io ho creduto: {\displaystyle 0} (non ho perso né guadagnato);
- Dio esiste e io non ho creduto: {\displaystyle -1} (ho perso la vita eterna);
- Dio non esiste e io non ho creduto: {\displaystyle 0} (non ho perso né guadagnato).

|                | Dio esiste [p = 0.5] | Dio non esiste [(1-p) = 0.5] |
| -------------- | -------------------- | ---------------------------- |
| Ho creduto     | +1                   | 0                            |
| Non ho creduto | −1                   | 0                            |

In definitiva, secondo questo schema, risulta conveniente credere in Dio, poiché nel peggiore dei casi si chiuderebbe la scommessa in pari; se invece non si credesse in Dio, sarebbe possibile andare in perdita qualora egli esistesse. Tuttavia va osservato che quello ora presentato non è l'unico schema possibile, né l'unica conclusione accettabile (vedi Sezione Critica sul valore della posta (Introzzi)).

## Critiche all'argomento di Pascal
L'argomento di Pascal anticipa quella che in Matematica sarà la teoria dell'utilità attesa e, potenzialmente, la teoria dei giochi. La scommessa è stata commentata da diversi studiosi, ricevendo critiche sia da atei convinti i quali, con vari argomenti, hanno messo in dubbio i termini della scommessa, sia da credenti che, invece, hanno soprattutto criticato il linguaggio deistico ed agnostico della scommessa. Voltaire e Diderot la definirono una mostruosità logica, bassa e puerile, cinicamente utilitaria.

### La predestinazione vanifica la scommessa (Voltaire)
Voltaire sostiene che la fede che Pascal cerca di promuovere non sia convincente e razionalmente accettabile. Voltaire allude al fatto che Pascal, in quanto giansenista, credeva che soltanto una piccola parte dell'umanità, già predestinata, sarebbe stata infine salvata da Dio. Voltaire spiega che in questa situazione, per quanto qualcuno possa essere tentato a credere nell'esistenza di Dio per la ricompensa promessa, il risultato sarà nella migliore delle ipotesi una debole convinzione.

### Critica della bontà divina (d'Holbach)
Pascal dice che "scommettere bisogna". Paul Henri Thiry d'Holbach ha criticato la tesi della bontà divina sulla base di ciò.
(Il buon senso (1772) paragrafo 92.)

### Dio non accetta la scommessa (Souriau)
Come affermato da Étienne Souriau, al fine di accettare il ragionamento di Pascal, lo scommettitore deve essere sicuro che Dio abbia seriamente intenzione di onorare la scommessa; egli dice che lo scommettitore suppone che anche Dio accetti la scommessa, il che non è provato in alcun modo. Lo scommettitore pascaliano sarebbe come quello sciocco che, vedendo una foglia flottante sulle acque di un fiume ed esitare ad un certo punto, per pochi secondi, tra i due lati di un ciottolo, dice: «Scommetto un milione con Rothschild che alla fine prenderà la strada a sinistra.» Ed effettivamente, la foglia passa sul lato sinistro del ciottolo, ma sfortunatamente per lo sciocco, Rothschild non ha mai detto: "Ci scommetto".

### Critica della fede per convenienza (Dawkins)
Alcuni obiettano che, anche accettando l'argomento di Pascal, non è assodato che Dio gradisca che gli si creda solo per un semplice calcolo di convenienza: è possibile pensare che possa giudicare degni della vita eterna solo coloro che credono sinceramente. Ad esempio, Richard Dawkins sostiene che un tale comportamento sarebbe disonesto e immorale. Oltre a ciò, è assurdo pensare che un Dio giusto e onnisciente non veda questa strategia ingannevole, vanificando così la benefici della scommessa. Tuttavia, poiché queste critiche non riguardano la validità della scommessa in sé ma le sue possibili conseguenze, sono poco rilevanti circa la validità dell'argomento di Pascal.

### Critica dei valori della posta (Introzzi)
Secondo Gianluca Introzzi l'argomento di Pascal è fallace perché assume che la vita terrena abbia sempre lo stesso valore (sia che Dio esista, sia che non esista), mentre esso dipende invece in modo cruciale dall'esistenza o inesistenza di Dio. Lo stesso dicasi del valore attribuito alla vita eterna. Tenendo conto di ciò, i valori attribuiti nei due casi considerati (Dio esiste - Dio non esiste) devono avere lo stesso valore assoluto ({\displaystyle |v_{1}|=|v_{2}|} e {\displaystyle |v_{3}|=|v_{4}|}); l'utilità attesa risulta quindi nulla in entrambi i casi ({\displaystyle E_{1,2}=E_{3,4}=0}). Siccome le utilità attese sono uguali nei due casi, la  scommessa non è vantaggiosa e l'argomento di Pascal risulta fallace.
Utilizzando i valori proposti da Abbagnano e Giovanni Fornero, si ottiene allora:
Se Dio esiste
- La vita eterna ha valore {\displaystyle 1}
- La vita terrena ha valore {\displaystyle 0}

(valori assunti da Pascal)
Se Dio non esiste
- La vita eterna ha valore {\displaystyle 0} (non esiste)
- La vita terrena ha valore  {\displaystyle 1} (è tutto il possibile)

(valori non considerati da Pascal)
In base a quest'ultimo valore della vita terrena, gli esiti della scommessa diventano:
- Dio esiste e io ho creduto: {\displaystyle v_{1}=+1} (ho guadagnato la vita eterna);
- Dio non esiste e io ho creduto: {\displaystyle v_{2}=-1} (ho sprecato la vita terrena);
- Dio esiste e io non ho creduto: {\displaystyle v_{3}=-1} (ho perso la vita eterna);
- Dio non esiste e io non ho creduto: {\displaystyle v_{4}=+1} (ho goduto la vita terrena).

|                | Dio esiste [p = 0.5]                          | Dio non esiste [(1-p) = 0.5]                          |
| -------------- | --------------------------------------------- | ----------------------------------------------------- |
| Ho creduto     | Salvezza eterna [{\displaystyle v_{1}=+1} ]   | Vita mortale da cristiano [{\displaystyle v_{2}=-1} ] |
| Non ho creduto | Dannazione eterna [{\displaystyle v_{3}=-1} ] | Vita mortale da laico [{\displaystyle v_{4}=+1} ]     |

Assumendo, come fa Pascal, che "godere della vita terrena" implichi necessariamente andare contro la legge di Dio, le utilità attese nei due casi risultano essere:
- Se ho creduto: {\displaystyle E_{1,2}=0.5\,(v_{1}+v_{2})=0.5\,[+1+(-1)]=0}
- Se non ho creduto: {\displaystyle E_{3,4}=0.5\,(v_{3}+v_{4})=0.5\,[-1+(+1)]=0}

Siccome esse sono uguali nei due casi ({\displaystyle E_{1,2}=E_{3,4}}), la  scommessa non è vantaggiosa e l'argomento di Pascal risulta fallace.
La fede non si può decidere sulla base di una scommessa vantaggiosa.
Va inoltre osservato che attribuire i valori binari {\displaystyle (0,1)} alle varie ipotesi è poco corretto. In termini pascaliani, è più appropriato parlare d'infinito:
- Dio esiste e io ho creduto: {\displaystyle v_{1}=+\infty } (ho guadagnato la vita eterna);
- Dio non esiste e io ho creduto: {\displaystyle v_{2}=-\infty } (ho sprecato la vita terrena);
- Dio esiste e io non ho creduto: {\displaystyle v_{3}=-\infty } (ho perso la vita eterna);
- Dio non esiste e io non ho creduto: {\displaystyle v_{4}=+\infty } (ho goduto la vita terrena).

|                | Dio esiste [p = 0.5]                                | Dio non esiste [(1-p) = 0.5]                                |
| -------------- | --------------------------------------------------- | ----------------------------------------------------------- |
| Ho creduto     | Salvezza eterna [{\displaystyle v_{1}=+\infty } ]   | Vita mortale da cristiano [{\displaystyle v_{2}=-\infty } ] |
| Non ho creduto | Dannazione eterna [{\displaystyle v_{3}=-\infty } ] | Vita mortale da laico [{\displaystyle v_{4}=+\infty } ]     |

L'alternativa tra credere o non credere resta comunque indecidibile mediante una scommessa:
- Se ho creduto: {\displaystyle E_{1,2}=0.5\,(v_{1}+v_{2})=0.5\,[+\infty +(-\infty )]=0}
- Se non ho creduto: {\displaystyle E_{3,4}=0.5\,(v_{3}+v_{4})=0.5\,[-\infty +(+\infty )]=0}

Anche stavolta, siccome le utilità attese sono uguali nei due casi ({\displaystyle E_{1,2}=E_{3,4}}), la  scommessa non è vantaggiosa e l'argomento di Pascal risulta fallace.

#### Il baro di Dio
Gianluca Introzzi sostiene inoltre che, data l'abilità matematica di Pascal, risulta altamente improbabile che non si sia accorto della fallacia dell'argomento della scommessa. Perché allora l'avrebbe sostenuto, pur essendo consapevole della sua fallacia? Per zelo religioso. Pascal, devoto cristiano, si sarebbe trasformato in "baro di Dio" pur di convincere il suo interlocutore, matematicamente meno abile di lui, ad accettare la scommessa, trasformandosi così da agnostico a credente.